# 石油街道 (锦州市)
石油街道，是中华人民共和国辽宁省锦州市古塔区下辖的一个乡镇级行政单位。

## 行政区划
石油街道下辖以下地区：
锦朝社区、蓬莱社区、大陆委社区、北敬业社区、红星社区、南敬业社区、西敬业社区和幸福家园社区。